# Caterina da Marano
Caterina da Marano (1224/1226), marchesa consorte di Finale, è stata figlia naturale e secondogenita di Federico II e dell'amante  Adelaide di Urslingen, forse figlia di Corrado, duca di Spoleto.
A partire dagli anni 1213-14 Federico ebbe con Adelaide una relazione, da cui nacque anche Enzo di Sardegna.

## Matrimonio e discendenza
Il 1º maggio 1247 andò sposa a Giacomo Del Carretto, Marchese di Finale. La coppia ebbe cinque figli. I tre figli maschi, seguendo la legge salica si divisero,  nel 1268, i possedimenti del padre in "terzieri".
- Corrado (*~1250 †1316~1319), marchese di Savona[1] e terziere di Millesimo;
- Enrico III (*? †?), marchese di Savona[1] e terziere di Novello;
- Aurelia (*1254 †1307), sposò in prime nozze Lanfranco Grimaldi (*? †1293), vicario di Provenza, da cui ebbe Ranieri I di Monaco, e in seconde nozze, nel 1295, un cugino del primo marito, Francesco Grimaldi (*? †1309);
- Margherita[2] (*1255 †1301);
- Antonio (*1260 †1313), marchese di Savona[1] e terziere di Finale;

## Ascendenza
|                       |   |                       | Genitori                |  |  | Nonni |  |  | Bisnonni            |  |  | Trisnonni          |  |
|                       |   |                       |                         |  |  |       |  |  | Federico Barbarossa |  |  | Federico di Svevia |  |
|                       |   |                       |                         |  |  |       |  |  | Federico Barbarossa |  |  | Federico di Svevia |  |
|                       |   | Giuditta di Baviera   |                         |  |  |       |  |  | Federico Barbarossa |  |  |                    |  |
| Enrico VI di Svevia   |   |                       |                         |  |  |       |  |  | Federico Barbarossa |  |  |                    |  |
|                       |   | Beatrice di Borgogna  | Rinaldo III di Borgogna |  |  |       |  |  |                     |  |  |                    |  |
|                       |   | Beatrice di Borgogna  | Rinaldo III di Borgogna |  |  |       |  |  |                     |  |  |                    |  |
|                       |   | Beatrice di Borgogna  | Agata di Lorena         |  |  |       |  |  |                     |  |  |                    |  |
| Federico II di Svevia |   | Beatrice di Borgogna  |                         |  |  |       |  |  |                     |  |  |                    |  |
|                       |   | Ruggero II di Sicilia | Ruggero I di Sicilia    |  |  |       |  |  |                     |  |  |                    |  |
|                       |   | Ruggero II di Sicilia | Ruggero I di Sicilia    |  |  |       |  |  |                     |  |  |                    |  |
|                       |   | Ruggero II di Sicilia | Adelasia del Vasto      |  |  |       |  |  |                     |  |  |                    |  |
| Costanza d'Altavilla  |   | Ruggero II di Sicilia |                         |  |  |       |  |  |                     |  |  |                    |  |
|                       |   | Beatrice di Rethel    | Gunther di Rethel       |  |  |       |  |  |                     |  |  |                    |  |
|                       |   | Beatrice di Rethel    | Gunther di Rethel       |  |  |       |  |  |                     |  |  |                    |  |
|                       |   | Beatrice di Rethel    | Beatrice di Namur       |  |  |       |  |  |                     |  |  |                    |  |
| Caterina da Marano    |   | Beatrice di Rethel    |                         |  |  |       |  |  |                     |  |  |                    |  |
|                       | … | …                     |                         |  |  |       |  |  |                     |  |  |                    |  |
|                       | … | …                     |                         |  |  |       |  |  |                     |  |  |                    |  |
|                       | … | …                     |                         |  |  |       |  |  |                     |  |  |                    |  |
| Corrado di Urslingen  | … |                       |                         |  |  |       |  |  |                     |  |  |                    |  |
|                       |   | …                     | …                       |  |  |       |  |  |                     |  |  |                    |  |
|                       |   | …                     | …                       |  |  |       |  |  |                     |  |  |                    |  |
|                       |   | …                     | …                       |  |  |       |  |  |                     |  |  |                    |  |
| Adelaide di Urslingen |   | …                     |                         |  |  |       |  |  |                     |  |  |                    |  |
|                       |   | …                     | …                       |  |  |       |  |  |                     |  |  |                    |  |
|                       |   | …                     | …                       |  |  |       |  |  |                     |  |  |                    |  |
|                       |   | …                     | …                       |  |  |       |  |  |                     |  |  |                    |  |
| …                     |   | …                     |                         |  |  |       |  |  |                     |  |  |                    |  |
|                       |   | …                     | …                       |  |  |       |  |  |                     |  |  |                    |  |
|                       |   | …                     | …                       |  |  |       |  |  |                     |  |  |                    |  |
|                       |   | …                     | …                       |  |  |       |  |  |                     |  |  |                    |  |
|                       |   | …                     |                         |  |  |       |  |  |                     |  |  |                    |  |